# Tabakbewegung

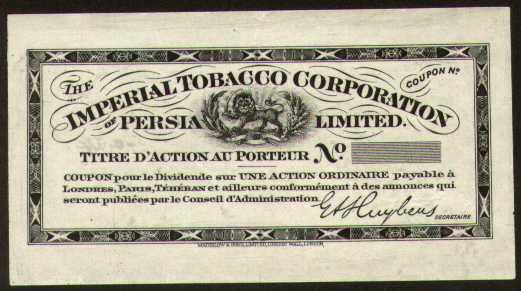
Anteilschein der Imperial Tobacco Corporation

Die Tabakbewegung (persisch قیام تنباکو ghiyam-e tanbaku auch persisch جنبش تنباکو jonbesh-e tanbaku) war eine im Dezember 1891 von iranischen Tabakhändlern organisierte Protestbewegung, die als Vorläufer der konstitutionellen Revolution (1905–1911) im Iran gilt.

## Hintergründe
Am 20. März 1890 erteilte Naser al-Din Schah die Monopolkonzession für die Herstellung, Kauf und Verkauf von Tabak im gesamten Staatsgebiet von Iran an den
britischen Major Gerald F. Talbot. Die in London mit einem Kapitalwert von £650.000 registrierte Imperial Tobacco Corporation, die die Tabak-Monopolkonzession verwalten sollte, sollte einen jährlichen Gewinn von £ 500.000 (heute etwa 60 Mio. Euro) erzielen, wovon 25 % an die persische Regierung, sprich an Naser al-Din Schah und seinen Hofstaat, ausgeschüttet werden sollte. Darüber hinaus war die Zahlung eines jährlichen Fixums von £ 15.000 an Naser al-Din Schah vereinbart. Von dieser Konzession waren Tabakbauern, Tabakhändler wie Tabakraucher betroffen.

## Chronologie der Ereignisse
Die Konzession stieß als erstes bei den Tabakbauern auf Widerstand. Sie sollten ihre gesamte Tabakernte an das britische Unternehmen verkaufen. Die bislang unabhängig produzierenden Bauern wurden plötzlich zu Landarbeitern für eine britische Firma degradiert. Aus Protest steckten zahlreiche Tabakbauern ihre Ernte in Brand, statt sie an das Unternehmen abzuliefern. Auch die Händler begannen den von ihnen gelagerten Tabak zu verbrennen, um einer Beschlagnahmung zuvorzukommen.
Die russische Regierung war von Beginn an gegen diese an die Briten gegebene Monopolkonzession. Der Prinz Kamran Mirza, Sohn von Naser al-Din Schah, Kriegsminister von Iran und Gouverneur von Teheran, hatte geheime Kontakte zur russischen Botschaft. Kamran Mirza startete mit russischer Unterstützung eine Kampagne gegen die Konzession. Der Kaufmann Haj Mohammad Kazem Malek al-Tojar, als beherzt und mutig bekannt, Prinz Kamran Mirza und Mullah Mirza Hassan Ashtiani kamen überein, eine Fatwa mit der gefälschten Unterschrift des höchsten schiitischen Geistlichen Hojat al-Islam Mirza Schirazi zu veröffentlichen, die lautete:

„Ab heute gilt der Verbrauch von Tabak als Kriegserklärung gegen den zwölften Imam.“

Dokumente belegen, dass Mirza Schirazi diese als Tabak-Fatwa bekanntgewordene Fälschung nachträglich unter der Bedingung genehmigt hatte, dass er seine Beteiligung verneinen könne, wenn die Bewegung gegen die Konzession erfolglos bliebe. Am 4. Dezember 1891 wurde die Fatwa in den Moscheen Teherans laut verlesen, und das Verbot, Tabak zu rauchen, wurde in ganz Iran bekanntgemacht. Die Bevölkerung hielt das Verbot ein und sogar die Frauen von Naser al-Din Schah sollen das Wasserpfeiferauchen eingestellt haben.
Fünf Tage später lud Naser al-Din Schah die Vertreter der Teheraner Geistlichkeit in das Haus des Prinzen Kamran Mirza ein, um über die Aufhebung des Rauchverbots zu befinden. Mullah Mirza Hassan Ashtiani, der an der Tabak-Fatwa mitgewirkt hatte, erklärte, er sei krank und könne nicht kommen. Mullah Seyed Tafreshi, Mullah Seyed Behbahani und der Imam Jomeeh nahmen als erklärte Gegner des Rauchverbots die Einladung sofort an. Das Treffen, an dem zahlreiche Geistliche teilnahmen, fand unter Leitung Kamran Mirzas und des Premierministers Amin al-Soltan statt. Die Befürworter des Rauchverbots unter den Geistlichen verhinderten, dass die vorbereiteten Wasserpfeifen angezündet werden konnten, und erreichten, dass das Treffen ergebnislos endete. Das Rauchverbot der Tabak-Fatwa blieb weiter bestehen.
Am Freitag, den 25. Dezember 1891 plakatierten die Gegner der Konzession in ganz Teheran einen angeblichen Aufruf Hojat al-Islam Mirza Schirazi

„Am Montag beginnt der Dschihad. Macht Euch bereit!“

Die Männer begannen sich zu bewaffnen, machten ihr Testament und hielten ihre Frauen an, Lebensmittelvorräte anzulegen. Die ausländischen Botschaften fragten bei der Regierung um verstärkten Schutz an, diese war aber inzwischen selbst nervös geworden und bemühte sich darum, ihr Vermögen in Sicherheit zu bringen.
Nun lud Naser al-Din Schah die Vertreter der Teheraner Geistlichkeit erneut in das Haus des Prinzen Kamran Mirza ein, um die Konzession im Lichte des Islam" auf ihre Gültigkeit hin zu überprüfen und gegebenenfalls zu korrigieren. Alle bedeutsamen Geistliche inklusive Mullah Mirza Hassan Ashtiani sowie nahezu das gesamte Kabinett Naser al-Din Schahs kamen zu dem Treffen, konnten sich aber nicht einigen.
Nachdem auch dieses Treffen ergebnislos geblieben war, war Naser al-Din Schahs Geduld am Ende. Er schrieb Mullah Mirza Hassan Ashtiani einen Brief, in dem er ihn als Lügner beschimpfte und ihn beschuldigte, dass er sich mit Totschlägern und Kriminellen gemein mache und die Sicherheit des Landes mit seinem Aufrührertum gefährde. An Prinz Kamran Mirza schrieb Naser al-Din Schah, dass er dafür sorgen solle, dass Ashtiani in die Moschee gehe und dort öffentlich eine Wasserpfeife rauche. Wenn Ashtiani dieser Aufforderung nicht nachkomme, müsse er Teheran verlassen.
In der Zwischenzeit hatte sich der britische Botschafter und die Geschäftsleitung des Konzessionsunternehmens mit Naser al-Din Schah in Verbindung gesetzt und ultimativ die Ausweisung Ashtianis gefordert. Der gab nun nach, unterrichtete Kamran Mirza über seine bevorstehende Abreise und schrieb an Naser al-Din Schah, dass er bereit sei, zu den heiligen Stätten des Islams zu pilgern und für den Rest seines Lebens dafür zu beten, dass solch „verfaulten Elemente“ wie er Persien keinen Schaden zufügen könnten.
Nachdem in Teheran bekannt wurde, dass Ashtiani ausgewiesen werden sollte, kam es am Sonntag, den 27. Dezember 1891 zu einem wahren Volksaufstand. Yahya Dolatabadi berichtet: "Nahezu alle Geistliche versammelten sich im Haus von Mirza Schirazi, der Basar wurde geschlossen und die Volksmassen zogen zunächst zum Haus von Mirza Schirazi und später zum Palast von Naser al-Din Schah. Dort setzten sie die Minister fest und verprügelten diejenigen, die die Entscheidung des Schahs verteidigten. Der Kronprinz Kamran Mirza redete auf die Menge ein, um sie zu beruhigen, hatte jedoch keinen Erfolg. Die Menge drang in den Palast ein. Daraufhin gab Kamran Mirza den beistehenden Wachen den Befehl, in die Menge zu schießen. Mehrere Demonstranten wurden tödlich getroffen. Die Menge hob die Toten auf und zog mit ihnen zum Haus von Mullah Ashianti. Um die aufgebrachte Menge zu beruhigen, gab Naser al-Din Schah nun nach und hob die Konzession mit dem Einverständnis der Briten auf.
Mit dem erfolgreichen Widerstand gegen eine Entscheidung des absolutistisch herrschenden Schahs war eine politische Zeitenwende im Iran angebrochen. Die absolutistische Herrschaft des Schahs war gebrochen.

## Epilog
Nach diesem Erfolg bekannte sich Mirza Schirazi nun öffentlich zu der gefälschten Tabak-Fatwa. Zum Dank wurde er von seinen geistliche Kollegen zum obersten Religionsgelehrten befördert. Die politische Stellung Schirazis machte es von nun an erforderlich, dass alle wichtigen politischen Entscheidungen von ihm genehmigt werden mussten. Hinzu kam, dass die Geistlichkeit den Erfolg der Bewegung vollständig zu ihren Gunsten verbuchte. Niemand wagte es mehr, sich gegen die Gerichtsbarkeit der Geistlichen zu stellen. Mullah Agha Najafi ließ in Isfahan unliebsame Einwohner auspeitschen oder hinrichten. Steinigen, öffentliche Enthauptungen und Folterungen waren an der Tagesordnung.
Die Konzessionsrücknahme ließen sich die Briten mit einer Entschädigung von £ 500.000 vergüten. Da die Staatskasse leer war, wurde Iran ein Darlehen über diese Summe gewährt, das mit 6 % zu verzinsen war. Als Garantieleistung ließen sich die Briten alle Zolleinnahmen der Häfen am Persischen Golf bis zur Tilgung dieses Darlehens überschreiben. Persien hatte ohne jede Gegenleistung seine ersten Auslandsschulden.
Die Kaufleute und einfachen Bürger, die durch ihre Demonstrationen den meisten Anteil an der Rücknahme der Konzession hatten, mussten am Ende zweifach bezahlen. Zum einen entgingen dem Staat die Zoll-Einnahmen aus den Häfen des persischen Golfes, zum anderen wurden sie von der Geistlichkeit entrechtet. Erst 1905 mit der Konstitutionellen Revolution sollten die Freiheitsrechte der Bürger gestärkt werden.